# Ribäcken
Ribäcken este o arie protejată (arie specială de conservare — SAC, sit de importanță comunitară — SCI) din Suedia întinsă pe o suprafață de 1,6 ha, integral pe uscat.

## Localizare
Centrul sitului Ribäcken este situat la coordonatele 59°40′07″N 13°14′18″E / 59.6687°N 13.2383°E.

## Înființare
Situl Ribäcken a fost declarat sit de importanță comunitară în ianuarie 2002 pentru a proteja 2 specii de plante. Situl a fost protejat și ca arie specială de conservare în martie 2011.

## Biodiversitate
Situată în ecoregiunea boreală, aria protejată conține 2 habitate naturale: Păduri fino-scandinave bogate în ierburi cu Picea abies, Taiga vestică.
La baza desemnării sitului se află mai multe specii protejate de  plante (2): Buxbaumia viridis, Cinna latifolia.